# Professional Matchplay Championship 1956
Snooker Professional Matchplay Championship 1956 (ang. 1956 Professional Matchplay Championship) – najważniejszy turniej snookerowy rozegrany w 1956 roku w Tower Circus w Blackpool (Anglia).
W finale turnieju Anglik, Fred Davis pokonał swojego rodaka Johna Pulmana 38–35.

## Wydarzenia związane z turniejem
- Zwycięzcą Snooker Professional Matchplay Championship 1956 został Anglik, Fred Davis, który w finale turnieju pokonał swojego rodaka Johna Pulmana 38–35.
- Najwyższy break turnieju to 141 punktów Anglika Rexa Williamsa[2].

## Drabinka turniejowa
|  |                          |                          |                          |             |    |                      |                      |                      |
|  | Półfinały Do 35 frame'ów | Półfinały Do 35 frame'ów | Półfinały Do 35 frame'ów |             |    | Finał Do 38 frame'ów | Finał Do 38 frame'ów | Finał Do 38 frame'ów |
|  | Półfinały Do 35 frame'ów | Półfinały Do 35 frame'ów | Półfinały Do 35 frame'ów |             |    | Finał Do 38 frame'ów | Finał Do 38 frame'ów | Finał Do 38 frame'ów |
|  |                          |                          |                          |             |    |                      |                      |                      |
|  |                          |                          |                          |             |    |                      |                      |                      |
|  | Anglia                   | Fred Davis               | 35                       |             |    |                      |                      |                      |
|  | Anglia                   | Fred Davis               | 35                       |             |    |                      |                      |                      |
|  | Anglia                   | Rex Williams             | 26                       |             |    |                      |                      |                      |
|  | Anglia                   | Rex Williams             | 26                       |             |    | Anglia               | Fred Davis           | 38                   |
|  |                          |                          |                          |             |    | Anglia               | Fred Davis           | 38                   |
|  |                          |                          | Anglia                   | John Pulman | 35 |                      |                      |                      |
|  | Anglia                   | John Pulman              | Anglia                   | John Pulman | 35 | 36                   |                      |                      |
|  | Anglia                   | John Pulman              |                          |             |    |                      |                      |                      |
|  | Irlandia Północna        | Jackie Rea               | 25                       |             |    |                      |                      |                      |
|  | Irlandia Północna        | Jackie Rea               | 25                       |             |    |                      |                      |                      |
|  |                          |                          |                          |             |    |                      |                      |                      |